# ديبرا وونغ يانغ
ديبرا وونغ يانغ (بالإنجليزية: Debra Wong Yang)‏ هي محامية أمريكية، ولدت في 1959 في لوس أنجلوس في الولايات المتحدة.